# Modelo lote-a-lote
O modelo lote-a-lote é um modelo determinístico de procura discreta e é considerado como o mais simples de todos os modelos de encomenda. Neste modelo a encomenda é efectuada apenas no momento em que ocorre a procura e apenas a quantidade procurada (Garcia et al., 2006, p. 46). Com este modelo não existe a criação de stocks influenciando a inexistência de custos de posse (Gestão, 2008).
Quando os custos de posse são elevados este modelo conduz a boas soluções de custos.
Por outro lado, se formos considerar os custos fixos associados às encomendas, caso estes sejam relevantes, este modelo não é eficiente (Garcia et al., 2006, p. 46).